# 荷屬好望角殖民地
荷屬好望角殖民地（荷蘭語：Kaapkolonie）位於非洲西南部，其在1652-1795年間處於荷蘭東印度公司治下，1795-1803年間被英國佔領，1803-1806年間主權回歸巴達維亞共和國。歷史上，好望角殖民地的邊界曾多次變動，在公司統治末期的1795年，其勢力範圍已涵蓋今日南非共和國西開普省大部，以及北開普省和東開普省的一部分。
早在15世紀，葡萄牙探險家迪亞士的船隊就曾途徑此地。在這之後的一百多年裡，雖然成功繞過好望角的船隊與日俱增，引領時代浪潮的葡萄牙人卻並未在當地建立殖民統治。
1595年，一群阿姆斯特丹商人組建了第一隻成功經好望角到達印度的荷蘭船隊。1602年，為避免不良商業競爭，荷蘭國會將所有規模較小的商業團體聯合起來，組成了擁有大量貿易特權的荷蘭東印度公司。1616年，公司的十七人董事會決定所有駛向東方的船隊都要在桌灣獲得補給，從此，幾乎每個季節都有荷蘭船隊來到桌灣。
真正的殖民史始於1652年，這一年贊·范里貝克登陸好望角，並率部在此地構築堡壘。當時，他所宣稱的目的不過是建立一個服務於來往船隻的補給站。然而隨著荷蘭人的實力不斷加強，土著科伊桑人從之前的強勢漸落下風。殖民者們開始毫無緣由地侵占當地人的土地，並向東北兩個方向開疆拓土。當局還從幾內亞及荷屬東印度進口奴隸，因在十七人董事會看來，奴隸對私人農場主們而言可謂“必需品”。
到了1795年，在流亡英國的荷蘭省督威廉五世的許可下，英國軍隊要求殖民地將權力移交給英方。盡管總督明面上命令抵抗，守軍卻不戰而逃，當地暫時進入英國管轄。1802年，《亞眠和約》的簽署標誌著巴達維亞共和國重新獲得好望角殖民地的主權，移交儀式于隔年舉行。1806年，英軍再次襲來，與上次不同，這回荷蘭人同樣迅速的戰敗給荷治時代歷史永久的地畫上了句號。
在經濟層面上，荷蘭東印度公司一向奉行三項基本原則“壟斷”、“最大化利潤”和“短期利潤”。而好望角當地土著人數較少，財力有限，導致殖民地很難為公司產生直接的利潤。事實上，每當殖民者們開發出一種有利可得的產業時，公司就會立刻將這項產業據為己有，以便為自己謀取利益。在她長達一個多世紀的歷史裡，殖民地無時無刻不處於入不敷出的境地，1789年時，財政赤字甚至達到了國內生產總值的40%。

## 歷史

### 早期歷史
早在1486年，葡萄牙國王約翰二世就派遣以航海家巴爾托洛梅烏·迪亞士為首的船隊前去尋找通往印度的航海路線，迪亞士成功抵達了前人所未能來到的海域，然而，惡劣的天氣使得一行人不得不折返。返程的路上，人們發現了一片宏偉的海岬，迪亞士將其命名為“風暴角”，後來，希望給航海事業增添運氣的國王又將其改名為“好望角”。在此之後，又有許多葡萄牙探險家來到此地，其中法蘭西斯科·德·亞美達被當地土著殺死。在此之後，雖然途徑好望角的葡萄牙船隊與日俱增，卻很少有人在此停歇，葡萄牙人對當地地理的了解也僅限於沿海的一小片陸地          。
後來者居上的英國人也不甘落後，1580年7月，法蘭西斯·德瑞克爵士繞過好望角，向西回到英國，完成了他環遊世界的航行，但他在經過時並未踏足陸地。在早期，屬於英國東印度公司的船隊將桌灣視作經停港與補給站，還常常在此地與土著以物易物，換取船隊所需要的牛。1619年，英，荷雙方曾經商議在好望角合作建立堡壘，但該計畫遭後者拒絕。1620年7月，英國航海家亨弗萊·費茲荷巴特（英語：Humphrey Fitzherbert）與安德魯·西林在抵達桌灣後宣布英格蘭王國對該地擁有主權。然而，在此之後並無任何人採取實際行動以對當地施以管轄。
同時代的荷蘭人步伐相對慢了一些，他們早已習慣于在里斯本獲取印度商品。直到腓力二世加冕葡萄牙國王，荷蘭人被逐出市場之後，他們才開始尋求與東方進行直接的商業往來。1595年，一群阿姆斯特丹商人組建了共有四艘船的船隊，于4月2日啟航。8月2日下午，好望角出現在了船員的視線裡，兩天之後，船隊在今天的莫塞爾灣下錨，直到11日再次啟航。在停留當地的這段時間裡，船隊補充了淡水，船員們還用刀、舊的工具和鐵片向土著購買了一些牛和羊。這隻船隊最終成功到達印度並返回。在此之後，數家打算從事東方貿易的公司在荷蘭的不同城市成立。

### 荷蘭東印度公司的成立
1602年，為了避免商業競爭，以及最大化聯合省全體人民從對印度貿易中獲取到的利益，荷蘭國會決定將所有小的商業團體聯合起來，成立了荷蘭東印度公司。公司獲得了21年對好望角以東地區貿易的壟斷權，除此以外，公司獲得的權力包括以國會的名義訂立條約及簽署合同，建造堡壘，委任總督、軍事長官、法官等一切必要的官員（前提是被任命的官員必須向國會或高級官署宣誓效忠，並且公司不得阻止其向國會發表有關投訴的意見，這些官員的最終任命也須經過國會的批准）。

### “哈勒姆”號擱淺事件
1647年3月25日中午時分，隸屬於荷蘭東印度公司的商船“哈勒姆”（荷蘭語：Haarlem）號駛進了桌灣，當時她搭載了120名船員和價值183018荷蘭盾的貨物。此时海面上沒有一絲風的痕跡，大副和其他幾名水手乘坐船上放下的小艇前去查看港內停泊的另一艘船。大約五點左右，海上刮起了東南風，船也隨之向東面駛去。船長彼得斯（荷蘭語：Pietersz）試圖讓船轉向但未能成功。五點剛過，船在海浪的奔湧下觸底。船員們試圖通過下錨來防止進一步擱淺，但巨大的波浪拍斷了纜繩，最終這艘已經成功完成三次來往東西方航行的商船未能逃過一劫 。
擱淺事件發生以後，船長決定搭乘另一搜船繼續前往荷蘭，同時命令利安德特·詹森（荷蘭語：Leendert Janssen）及其手下留守當地。滯留的船員們建造了名為“贊得堡”（荷蘭語：Zandenburch/Sandenburgh），面積450平方呎的臨時防禦工事，還挖井取水，從河邊鹽沼取鹽，並捕獲附近羅本島上的企鵝、企鵝蛋和鸕鶿以充飢度日。約莫一年後的4月3日，他們才被另一隻艦隊所救，而在這隻救起他們的艦隊中，有一位年輕的船員——贊·范里貝克。
1649年7月26日，一份文件出現在了東印度公司阿姆斯特丹商會負責人門的眼前。利安德特·詹森與另一位水手尼古拉斯·普魯特（荷蘭語：Nicholas Proot）在文中費盡筆墨陳述佔領桌谷（英語：Table Valley）的好處，表示相比於聖赫勒拿島物資的貧乏，在好望角地區無論是蔬菜水果還是牛羊鳥類都相當容易獲得。不光如此，桌灣裏不時出現的鯨魚，以及周圍地區數以百計的海豹極具商業捕撈加值。
最終，各商會一致看好這一意見，公司高層於1650年8月30日做出決議，將按照提議建立一個供給站。隔年的3月20日，最高理事會正式批准了代表們提交的計畫書，並交由阿姆斯特丹商會以付諸實施。

### 贊·范里貝克登錄好望角
范里貝克原先曾是一名隨船醫師，也是一名經驗豐富的航海家，曾經去到過包括暹羅、日本、格陵蘭在內的許多國家和地區。1651年12月4日，他被任命為共有三艘船的艦隊總長，並於12天後登上旗艦“駱駝”（荷蘭語：Dromedaris）號，一道前去的還有他的家庭以及由他監護的一些親戚。
1651年12月24日中午，印度貿易船（英語：indiaman）“駱駝”號、“鷺"（荷蘭語：Reiger）號和輕型快船（荷蘭語：jacht）“好望”（荷蘭語：Goede Hoop）號順著輕輕吹拂的東風，起錨駛向了遠方。
1652年4月5日下午，正在執行瞭望任務的“駱駝”號大副第一個看見了正從東方地平線上冒出來的桌山。“駱駝”號立刻鳴響大砲，並升起旗幟告知另兩艘船。夜間船隊靠近了陸地。翌日，記帳員亞當·哈斯特和航海士阿蘭·范列弗侖奉命乘小船前去觀察獅臀山周圍的情況，天黑前約兩小時，二人回報港口並無船隻停泊。日落後不久，“駱駝”號和“好望”號在淡水河河口水深五英尋處下錨。次日早晨8點，“鷺”號來到附近。
在從泰瑟爾出發104天之後，1652年4月7日，范里貝克一行人終於到達了他們未來的家園。當日晚，范里貝克與一些同仁上岸勘查山谷的情況，並為將要建造的堡壘選擇了地址。當時旱季正接近末尾，大地上沒有一絲濕潤的跡象，冬日裡潺潺流動的泉水業已乾涸。縱然夏日的酷暑已經過去，雨卻尚未降下來給土地穿上一件美豔的斗篷。4月8日，總長官范里貝克與三位船長召開會議，決定立即登陸，船上除軍官以外的181人中，有一百人將被派去建造堡壘的牆壁，木匠們負責臨時木屋與儲藏室，餘下人的任務則是卸貨以及捕魚。范里貝克及其家人于24日離開“駱駝”號，來到陸地上居住。此時他們的居所為一用木板搭乘，做工粗糙的小樓，位置離海灘不遠。28日，在“鷺”號動身前往巴達維亞之後，“駱駝”號啟航，從此殖民者們必須自力更生。

### 第一年
在同一時間，冬天的寒冷潮湿一點一點地滲入了人們的生活裡。天氣的變化導致疾病肆虐，而無人有招架之力，幾乎每天都有人因為痢疾或壞血病而死。到了6月3日，在全體116人中，僅有60人尚有勞動力。整个营地变成了一座巨大的医院。周遭的土地上，除了一小群生活同樣淒慘的土著以外，沒有任何人。堡壘的建造也停滯了下來。
不过带来痢疾的雨水同时也缓解了痛楚，野草疯长起来，其中的不少可以用来治疗坏血病。也是在雨水的滋润下，地里各种蔬菜长势喜人，很快病号们就享受到了萝卜、生菜、家独行菜这样的“佳肴”。随后人们还发现了质量上乘的茅草，用来取代根本无法抵挡暴风骤雨的木板和破帆。
6月6日，隨船神職人員的妻子產下了一名嬰兒，这个孩童也是第一位在殖民地出生的欧洲人。
風暴貫穿了整個冬天，瓢潑的降雨不時將山谷灌滿洪水。搭建起来准备种菜的土地兩次被洪水冲得七零八落，但每當風暴停歇，人們就立即重新打理土地。范里貝克下令製造陷阱，可整個季節僅僅捕獲了一隻狷羚。稍微恢復一點元氣之後，緊張的建築工作又開始了。終於在8月3日，堡壘开始可以勉強容納所有人遮風避雨。
10月1日，大批土著居民“好望角人（荷蘭語：Kaapmans）”游牧南下，他们行路时的火光即使在很远的荷蘭人駐地都能看得到。20日，双方的贸易开始了，通过以物易物，這一日范里贝克获得了共计三头带角的牛、四只绵羊、三根象牙及两只小鸵鸟。很快土著人的大部隊趕到，開始在堡壘周圍的土地上放牧。雖然雙方表面上裝作友好，背地裡卻是相互猜疑。在土著人部落于當地遊牧的這一段時間裡，范里貝克命令城堡的守衛數量加倍。而每當小股歐洲人靠近土著人營地時，土著們立刻快步撤走。
12月，在將乾草叢（部分因范里貝克的請求而豁免）付之一炬之後，土著人中的大部離開了此地。撤走之時，他們希望荷蘭人能與他們一道攻擊敵對的部落，事成之後所有戰利品都將歸於荷蘭人。范里貝克拒絕了這份提議，然而他決非善類，拒絕的原因不過是公司方面的禁令。他在信中表示，隨時都可以不費吹灰之力搶走上萬頭牛，再將原牛群所有者們賣往印度。
猛烈的東南風幾乎將小麥和豌豆田完全摧毀，但是捲心菜、芜菁、胡蘿蔔卻能茁壯成長。從家鄉帶來的麵包和其他糧食也已經消耗殆盡，牛則要留給經停的船隻，於是蹄兔、小海豹、企鵝、海鳥、各種蛋類和魚成了工人們主要的食物。
1653年1月18日，小型漿帆船“黑狐”號成為了近8個月以來第一搜到港的艦艇，並帶來了英荷開戰的消息。“黑狐”號一共帶來了八份由公司高層親筆簽名的文件，這些文件除了告知各殖民地長官開戰的緣由以外，還表示英國人將會派遣艦隊前去聖赫勒拿島等待裝載有印度貨物的公司商船自投羅網，因此荷蘭船隻應當結伴而行，同時避開這一島嶼及周邊海域。作為長官，范里貝克接獲命令要求他留下到港的第一批船隻上的25或30名士兵，以加強駐軍實力，並要小心防備敵人的突然襲擊。“好望”號于23日啟航，攜帶情報前往巴達維亞。
在此之後又有許多船隻到港經停，並帶來更進一步的消息，范里貝克也總算可以從船上補充物資，只是他所想要的捕鯨工具一直未到。
相比於讓人苦不堪言的第一個冬天，第二個冬天裏殖民者的生活寬裕了許多。食物相當充足，房屋的建設也穩步進行，只是野生掠食者們的出現創造了不小的麻煩。

### “自由公民”的诞生
起初，荷兰东印度公司的管理层对在桌湾建立永久性的定居点毫无兴趣，他们心里所想的，不过是为公司的船只和人员建立一座城堡，开垦一片菜地。然而，说起来容易做起来难，这座补给站在刚开始时给公司带来了巨大的损失。纵使当地能给过往船只提供一些蔬菜，多数的补给品必须从巴达维亚送来。范里贝克很快意识到公司这种包办一切的经营模式在这样的情况下是无法创造利润的。对此，他提出了引入"自由公民（荷蘭語：Vrijburgher）"的解决方案。"自由公民"们将不再是公司的雇员（公司必须向员工支付工资，并解决他们的生计问题），他们将被允许成为农民，拥有土地以及相关工具，同时他们仍然是公司属下的一员（英語：subjects）。
1657年，公司方面正式解除了與一部分員工的雇傭關係，並於2月21日將一部分土地分配給他們。在這之前，員工們已经被允許擁有自己的菜園，但仍要為公司服務。這些獲准解除勞動契約的員工主要是拖家帶口的低階官吏，後來他們將作為公司屬下的平民形成一個相當獨特的社會階級"自由公民" 
。。
第一批“自由公民”被分为四人和五人的两组。解除勞務契約的條件如下：
- 殖民者們所屬土地頭三年所有土地收成免繳稅款，之後則要繳付合理的土地稅，土地所有人有權將土地轉賣、租借，或是以其他方式出讓土地，但必須提前和長官或他的代表溝通相關事宜。
- 殖民者們可以向公司購買所需要的物資，價格與已婚員工購買時相同。
- 殖民者們可以從河裡捕魚供自己使用，數量不限。
- 殖民者們可以向船員們銷售任何駐軍不需要的蔬菜，前提是在船隻到港後的頭三日不准上船，並且不得把烈性飲品帶到岸邊。
- 殖民者們需盡力耕種土地以及豢養牛群，不得釀酒。
- 殖民者們不准向土著科伊科伊人購買帶角牛、綿羊及一切其他物品，違者沒收全部財產
- 殖民者們所需要的牛必須向公司購買，價格是34先令9便士一頭閹公牛或是母牛。綿羊的價格則是4先令2便士一只。他們若是要出售牛，買家必須是公司，且價格與前者購買時一樣。
- 殖民者們必須向公司交付占總數量十分之一的牛群，不過豬、家禽不在此列。
- 殖民者們可以以信用購買一切所需要的物資，包括食品以及用來防身的槍枝、火藥和鉛，之後再用地裡的收成償還。他們的身家財產則是作為抵押。
- 殖民者將會受到本土與印度現行及未來法律的約束。
- 公司最高層有權力對這些規定進行任何的修訂[22]。

為了改善這些自由公民們的生活條件，范里貝克對以上列舉的規章制度進行了一些修改，包括將里斯貝克河沿岸的二十八又四分之一英畝土地分配給他們，以及降低公司出售牛的價格至16先令8便士。自由公民中最受尊敬者將在法庭審理与公民或公民利益相關的案件時擁有席位及投票權，此人也將獲得"公民議員"的頭銜，任職期為一年。
在这之后的20年里，"自由公民"的数量开始缓慢增长，1679年总人数达到了159人，其中女性55人，儿童117人。在1679-1717年，为了刺激农业生产，公司将开普平原以外的肥沃土地分配给定居者们。在1717年该政策终止时，"自由公民"的总数仍仅有约2000人，其中女性350人。

### 殖民地奴隶贸易的开端
起初，公司方面并无在好望角殖民地引入奴隶劳工的计划。然而，范里贝克很快向公司提出请求，希望能效仿巴达维亚和亚洲其他的荷兰殖民地，进口奴隶至当地。而在1658年以前，殖民地上的奴隶都来自巴达维亚和马达加斯加，人数总共仅有10或12人左右。
1658年3月28日，载有170名黑奴的印度贸易船"阿默斯福特"号到港。在这之前她成功俘获了一艘从安哥拉驶往巴西的葡萄牙船只。该船很旧，荷兰官员们认为不适合将其直接带往好望角，于是在挑选了250名最具价值的奴隶就离开了。在这批登上"阿默斯福特"号的奴隶中，有80人在中途去世，剩余的170人在生存条件极为悲惨的情况下登上了陆地。几周以后，"哈塞尔特"号带来了官员们在波波购买的奴隶，启程时的271人中有228人在到港时依然存活。至此殖民地的奴隶数量已经被认为超过了必须，于是他们中的172人又被运往巴达维亚。最终"公民"们以信用购买了89名奴隶，价格从四英镑三先令四便士到八英镑六先令八便士不等，剩下的则是要为公司服务。